# Una mujer marcada (telenovela)
Una mujer marcada es una telenovela mexicana dirigida por Alfredo Saldaña y producida por Ernesto Alonso la cadena de televisión Televisa y emitida por El Canal de las Estrellas entre los años 1979 y 1980, protagonizada por Sasha Montenegro (+) y Martín Cortés. Es una versión de la telenovela de 1961 La leona.

## Argumento
La historia de una mujer que estando embarazada, es abandonada por el hombre que ama, teniendo que criar ella sola a su hija, la cual es rebelde y voluntariosa.

## Elenco
- Sasha Montenegro (+) - Lorena/Lorraine Montiel
- Martín Cortés - Gino Valenti
- Isabela Corona (+) - Sofía
- María Eugenia Ríos - Gloria
- Mónica Sánchez Navarro - Maribel
- Jorge Mondragón (+) - Don Ramón
- Miguel Palmer (+) - Aldo
- Alfonso Meza - Fernando
- Agustín Sauret - Joe
- Lucha Altamirano (+) - Balbina
- Eduardo Alcaraz (+) - Franco
- Eugenia Avendaño (+) - Alejandra
- Isaura Espinoza
- Sonia Esquivel
- Zully Keith
- Marystell Molina (+)
- Rodolfo Gómez Lora
- Jorge Vargas (+) - Gilberto
- Alfonso Kaffitti
- Haydée López-Negrete
- Toni Villarreal
- Carlos Villarreal
- Merle Uribe
- Adalberto Parra

## Versiones
Televisa tiene dos versiones más:
- La leona con Amparo Rivelles en 1961.

- Si Dios me quita la vida con Daniela Romo en 1995.

En Brasil Brasil SBT realizó una versión:
- A leona con Maria Estela en 1982.

- Datos: Q6155832